# Hexatoma (Eriocera) albifrons
Hexatoma (Eriocera) albifrons is een tweevleugelige uit de familie steltmuggen (Limoniidae). De soort komt voor in het Oriëntaals gebied.